# James Wilder
James Curtis Wilder Sr. (Sikeston, 12 maggio 1958) è un giocatore di football americano statunitense che ha giocato nel ruolo di running back nella National Football League (NFL). Fu scelto nel corso del secondo giro (34º assoluto) del Draft NFL 1981 dai Tampa Bay Buccaneers. Al college ha giocato a football all'Università del Missouri.

## Carriera professionistica
Wilder fu scelto come settimo assoluto dai Tampa Bay Buccaneers nel Draft 1981. Dopo che nella sua stagione da rookie condivise i possessi con Jerry Eckwood, i Buccaneers svincolarono Eckwood prima della stagione 1982. Giocò la maggior parte della carriera con Tampa Bay, venendo convocato per il Pro Bowl nel 1984, quando stabilì i primati di Tampa Bay per yard corse e touchdown in una stagione che alla stagione 2016 non sono ancora stati superati. Wilder stabilì quasi un record NFL per la somma di yard corse e ricevute quando si fermò a sole 16 yard dal primato di 2.229.
Wilder è il primatista di tutti i tempi dei Buccaneers per yard corse e ricezioni e stabilì anche un record NFL con 43 corse in una singola partita nel 1984. Sempre nel 1984 stabilì il record NFL per corse stagionali (407) e tocchi. Il membro della Pro Football Hall of Fame, il linebacker Lawrence Taylor affermò che Wilder fu uno dei running migliori che avesse affrontato nel corso della sua carriera.

## Palmarès
- Convocazioni al Pro Bowl: 1

1984
- All-Pro: 1

1984

## Statistiche
| Yard corse         | 6.008 |
| Touchdown su corsa | 37    |